# Helicarion
Helicarion is een geslacht van weekdieren uit de klasse van de Gastropoda (slakken).

## Synoniemen
- Helicarion cumberi Powell, 1941 => Flammoconcha cumberi (Powell, 1941)
- Helicarion hilli Cox, 1873 => Howearion hilli (Cox, 1873)